# Henri Rousseau
Henri Julien Félix Rousseau (Laval, 21 maggio 1844 – Parigi, 2 settembre 1910) è stato un pittore francese.

## Biografia

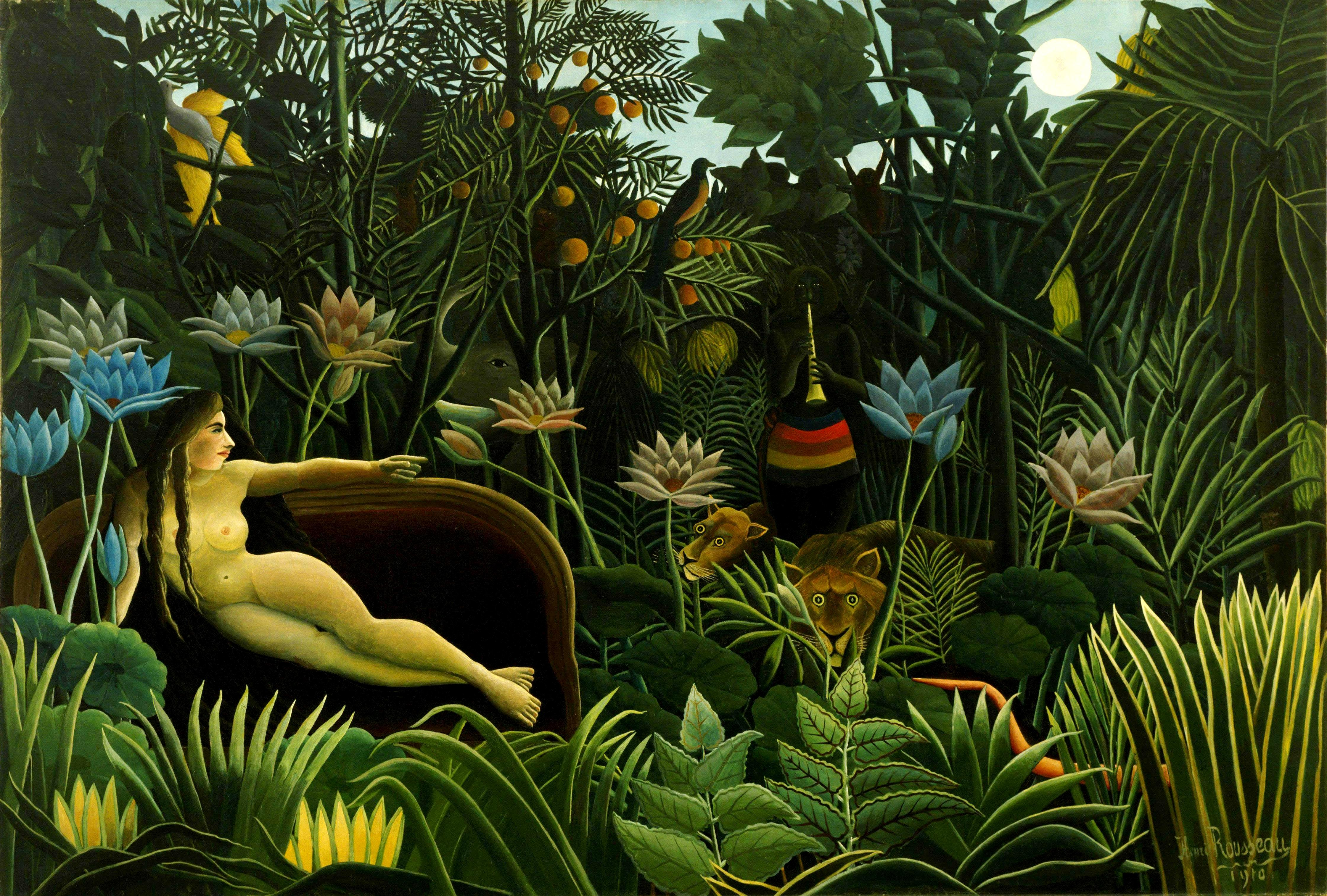
Il sogno (1910), Museum of Modern Art di New York

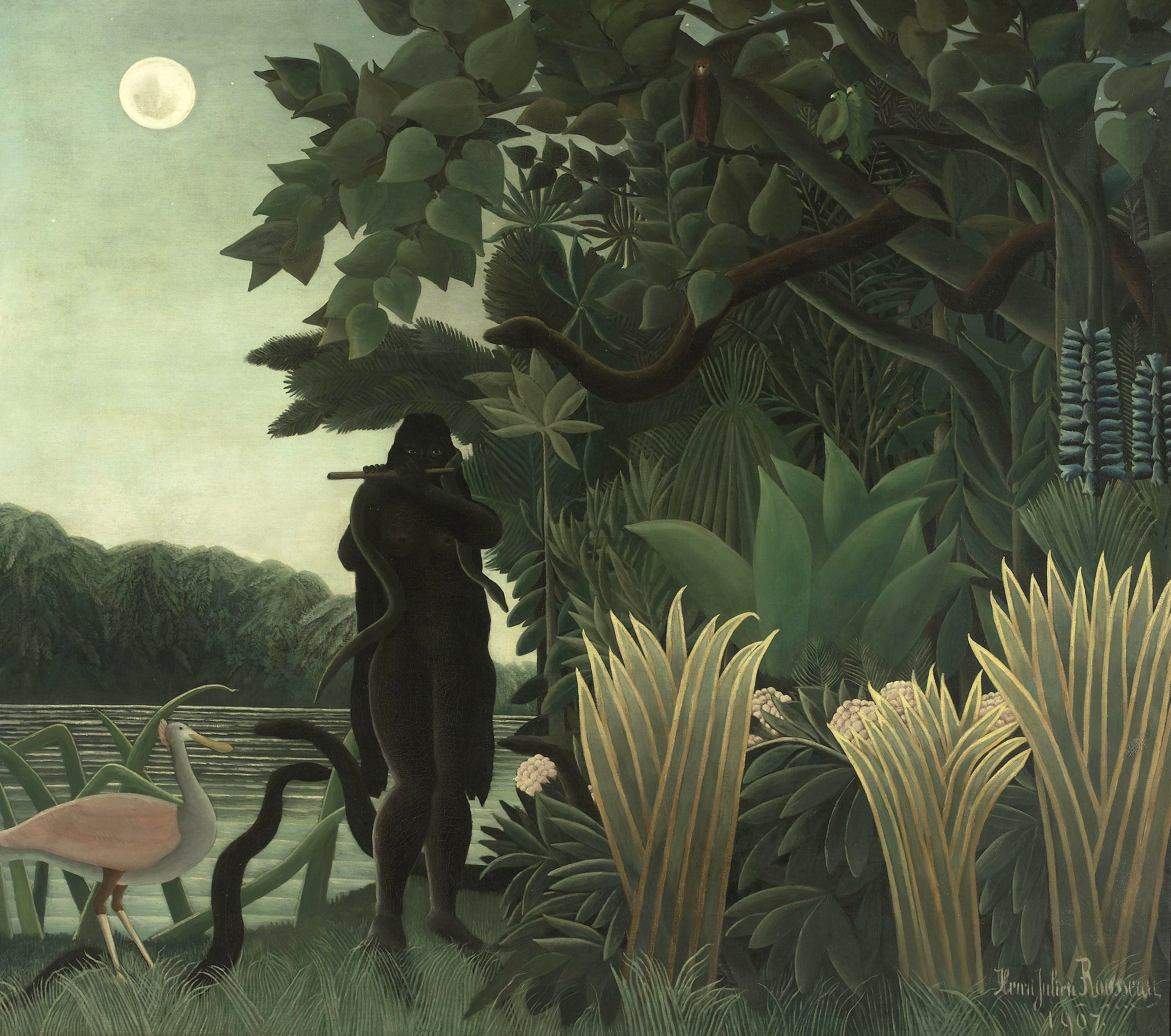
L'incantatrice di serpenti (1907), Museo d'Orsay di Parigi

Nato il 21 maggio 1844 a Laval, una cittadina nel nord-ovest della Francia, è figlio di Julien Rousseau (1808-1868, lattoniere e commerciante di ferramenta) e di Eléonore Guyard (1818-1890), figlia di Jean-Baptiste Guyard (1791-1833), comandante del terzo Battaglione della Legion d'onore. Abbandonati gli studi, si arruola volontario in fanteria nel 1863 al distretto di Angers per evitare la casa di correzione in seguito al furto di pochi franchi nello studio di un avvocato e sconta un mese di pena nella prigione di Pré Pigeon.
Nel 1868 morto il padre, lascia l'esercito, si trasferisce a Parigi in rue Roussellet 25, lavora per un certo periodo di tempo come segretario presso un ufficiale giudiziario e l'anno successivo si sposa con la diciottenne Clémence Boitard. Arruolato come soldato semplice durante la guerra con la Prussia nel 1870 e subito congedato poiché figlio di madre vedova, entra quindi nel 1871 come gabelliere nell'ufficio comunale del dazio di Parigi. Quest'ultimo impiego lo accompagnerà fino al 1893 e sarà il tempo e il luogo dove maturerà il suo desiderio di divenire un pittore e caratterizzerà la sua identità nel mondo artistico con il soprannome di Rousseau il Doganiere.

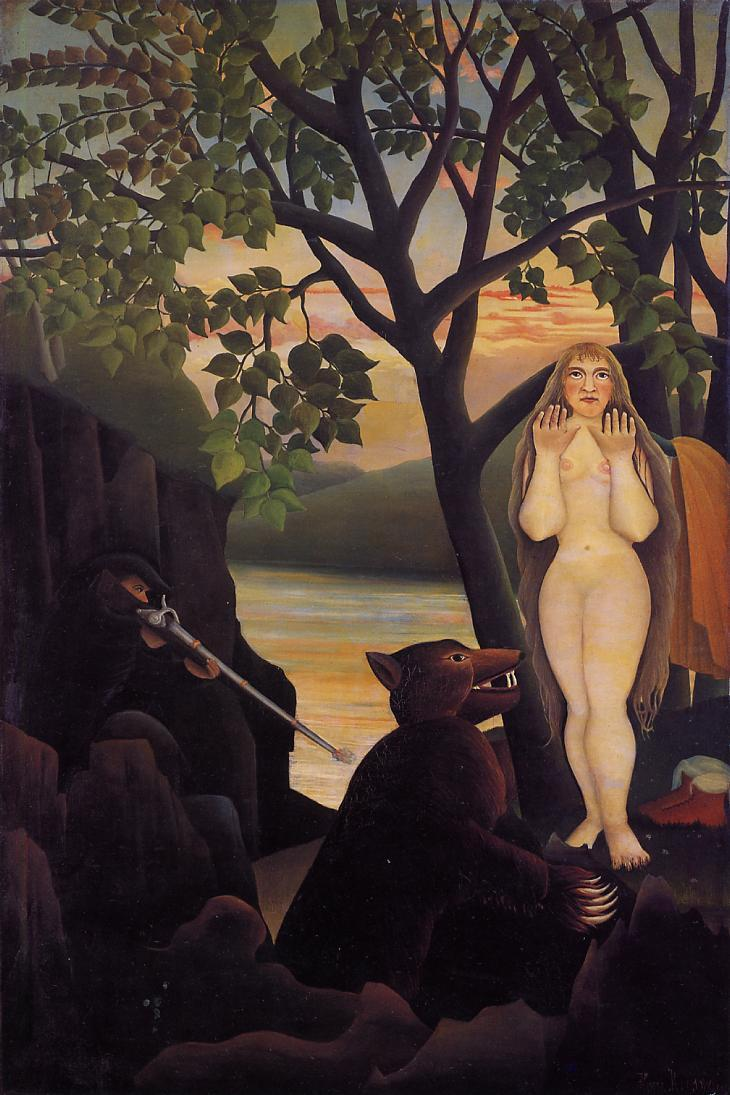
Mauvaise surprise (1901), Barnes Foundation di Filadelfia

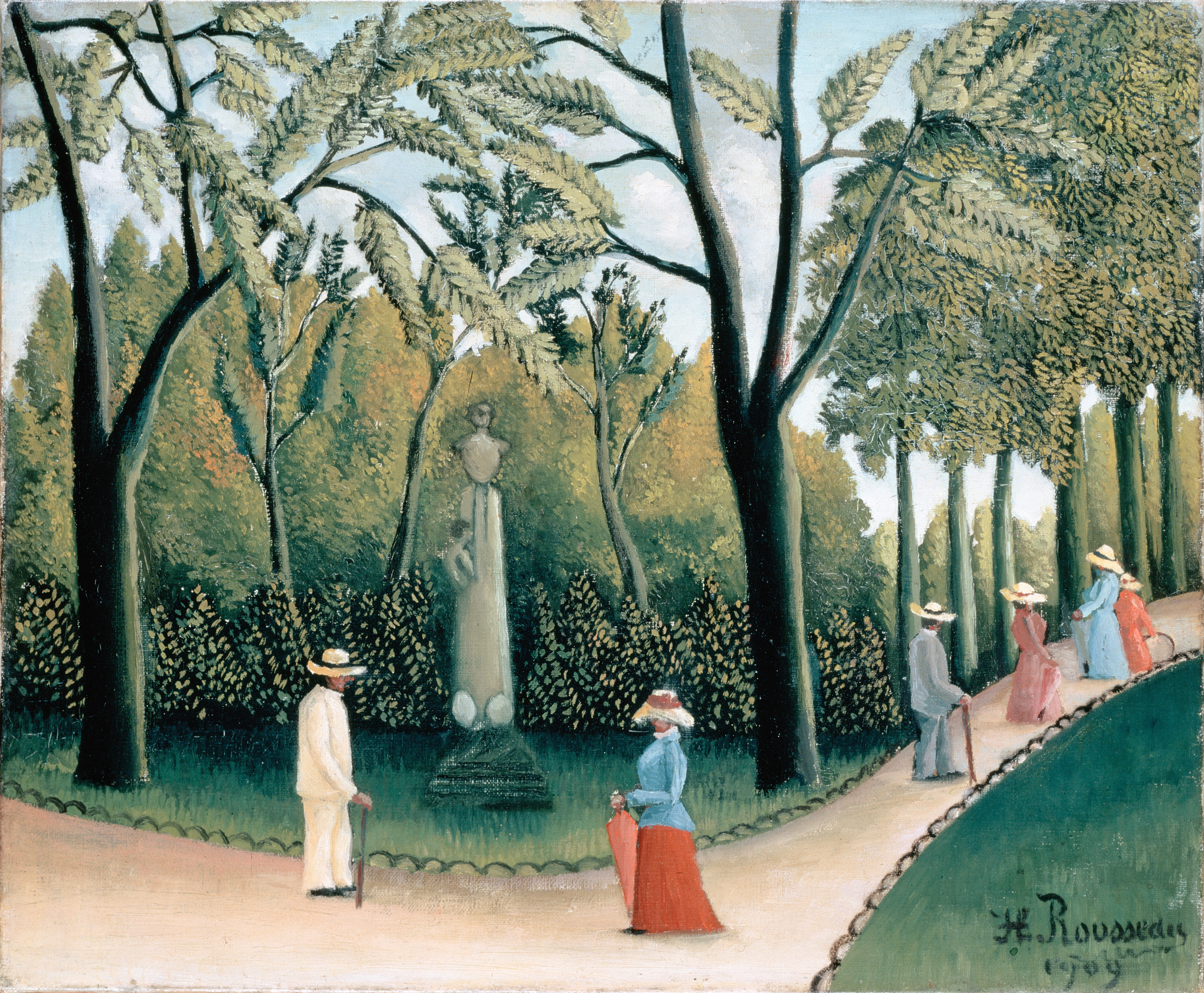
Giardini del Lussemburgo-Monumento a Chopin (1909), Museo dell'Hermitage di San Pietroburgo

È infatti in questo arco di tempo che si delineano le sue prime sconosciute opere: Paesaggio invernale con episodio bellico datato e firmato nel 1877, mentre è del 1879 la realizzazione di Paesaggio con mulino e carretto (opere il cui spunto nasce dalla semplice osservazione dell'illustrazione giornalistica del tempo), lavorando come autodidatta ormai quasi quarantenne ed usufruendo solo dei consigli di due pittori accademici Félix Auguste Clément e Jean-Léon Gérôme. Raggiunge già una certa personalità nel 1890 con il suo conosciuto Autoritratto-Paesaggio dall'evidente stile naïf ai suoi esordi (semplice e ingenuo con un'accezione per molto tempo ironica e negativa; una critica persistente che lo seguirà fin dopo la morte).
Avendo nel 1884 la possibilità di frequentare il Museo del Louvre ha l'opportunità di osservare i grandi autori e di realizzare copie di matrice, sempre da autodidatta; nello stesso anno viene rifiutato dal Salon officiel, ma è accolto al Salon des Indépendants, che è meno selettivo, a cui partecipa regolarmente negli anni seguenti con qualche interruzione, dal 1895 al 1900, e al Salon d'Automne dal 1905 al 1907. Nel 1891, ispirandosi alle vedute brasiliane del pittore olandese del XVII secolo Frans Post, esegue la sua prima tela a soggetto esotico: questa ambientazione viene ripresa continuamente, suscitando incomprensione ed ironia da parte dei critici, che ne deridono le limitate capacità tecniche e mettono in evidenza l'incongruenza della vegetazione, che non è reale ma frutto della sua straordinaria fantasia. Per anni i critici rinfacciano a Rousseau di non aver seguito studi regolari all'Académie des beaux-arts o nell'atelier di un pittore accademico; inoltre, il suo rifiuto di frequentare i luoghi di ritrovo degli artisti dell'avanguardia del periodo porta i suoi colleghi ad emarginarlo e a criticarlo per le evidenti incongruenze stilistiche, tipiche di un autodidatta.

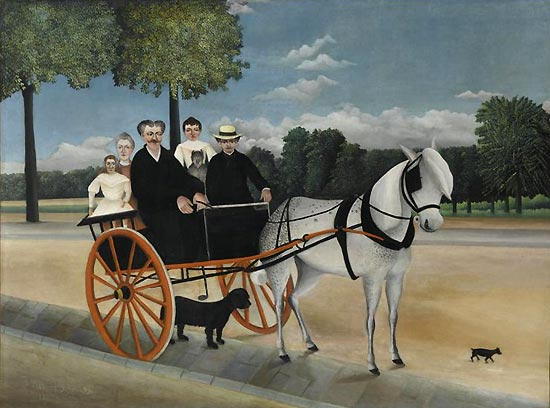
Il calesse di papà Junier (1908), Museo dell'Orangerie di Parigi

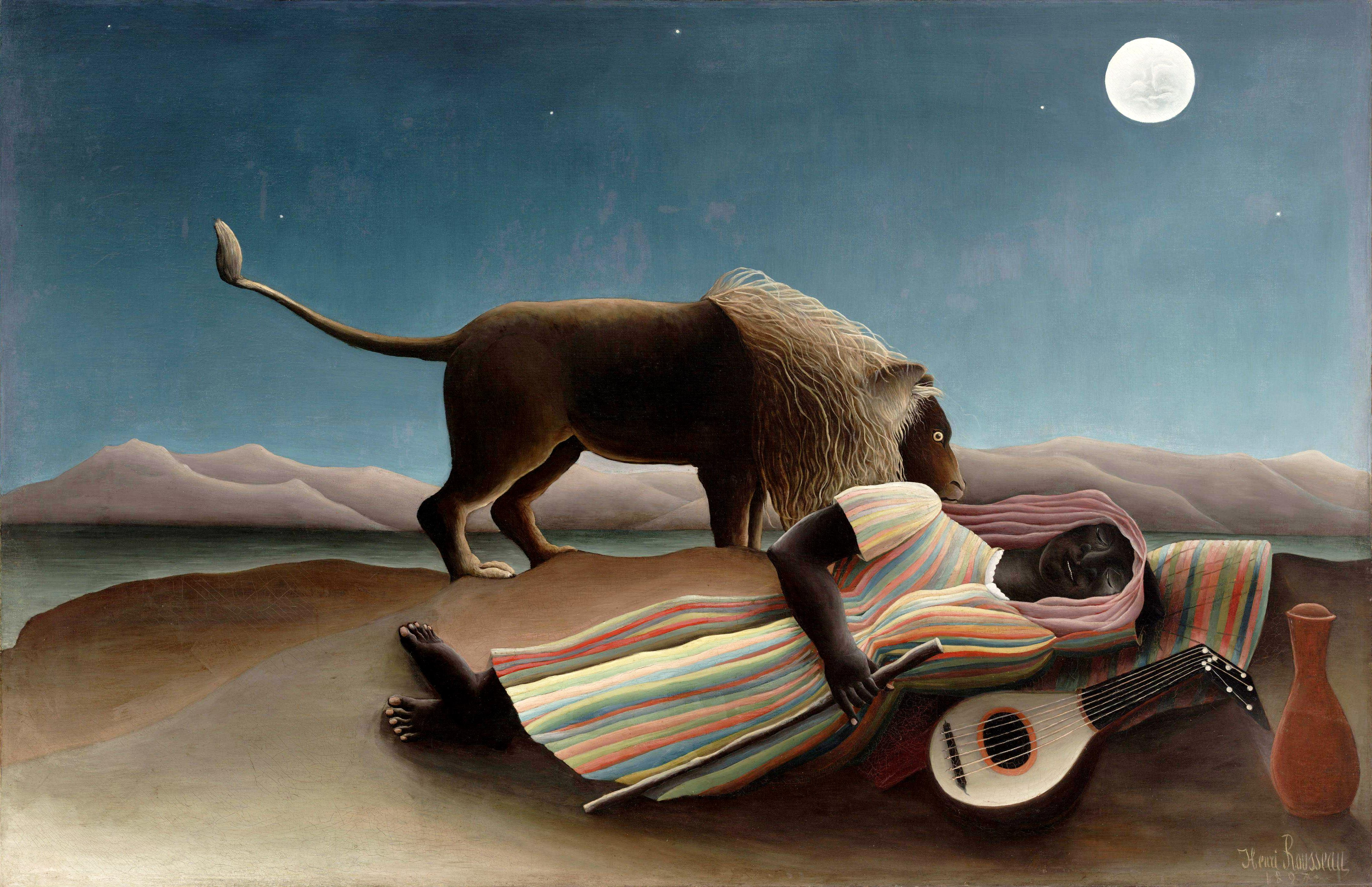
Zingara addormentata (1897), Museum of Modern Art di New York

Col passare del tempo si assiste ad un'evoluzione del suo stile, che diventa più attento alle proporzioni, alla prospettiva e alla distribuzione della luce, meno piatta ed irregolare rispetto al passato: mentre nelle prime opere si ha una descrizione minuziosa di dati realistici, fissati sulla tela ignorando le relazioni prospettiche, nelle opere mature Rousseau realizza uno spazio bidimensionale che, insieme al colore irreale, trasforma i personaggi in miti ed emblemi, negando e superando la conoscenza razionale del tempo e dello spazio. I critici, che da sempre lo attaccano, cominciano ad ammorbidirsi, anche se continuano a ritenerlo un pittore di scarso talento. Oppresso dai debiti, nel 1907 Rousseau viene arrestato e condannato a due anni di carcere col beneficio della condizionale per una truffa tentata per risollevare le proprie scarse finanze; scarcerato, si rimette con impegno a dipingere.
Negli ultimi anni della sua vita la sua visione da sogno e da favola viene compresa da alcuni intellettuali che iniziano una rivalutazione critica, apprezzando l'atmosfera da fiaba popolare delle sue giungle: un intrico sproporzionato ed inverosimile di vegetazione, realizzato con una grande varietà di sfumature di verde. La pittura di Rousseau rappresenta un'esperienza significativa nella cultura figurativa dell'avanguardia francese. Pittore all'apparenza ingenuo e incolto, è invece partecipe dei fermenti innovativi della sua epoca, tanto che i primi convinti riconoscimenti gli vengono da Guillaume Apollinaire, Odilon Redon, Paul Gauguin, Robert Delaunay, Georges Braque e Pablo Picasso.
I simbolisti lo elogiano per la maestria nell'uso del colore, Pablo Picasso e Paul Gauguin vedono nella figurazione primitiva ed esotica delle sue opere un tentativo di ritorno alle origini e di liberazione dell'inconscio, Vasilij Kandinskij vi trova una ricerca di spiritualità per certi versi simile alla sua. Continua a dipingere e ad esporre con scarso successo commerciale, tanto che è quasi sempre oppresso dai debiti, fino alla morte che avviene il 2 settembre 1910 all'Hôpital Necker di Parigi, dove era stato ricoverato in seguito a un malore. Era rimasto vedovo due volte. Dei tanti figli, tutti avuti dalla prima moglie, solo una gli sopravvisse.

## Opere
- Sera di Carnevale (1886)
- Convegno nella foresta (1886-1890)
- Passeggiata nella foresta (1886-1890)
- L'isola di Saint-Louis vista dal porto di Saint-Nicolas (1888)
- Paesaggio con pescatore (1890 circa)
- Io, ritratto-paesaggio (1890)
- Sorpresa! (1891)
- Ritratto di Pierre Loti (1891 circa)
- Pont de Grenelle (1891-1892)
- La guerra (1894)
- Autoritratto (1895)
- Ritratto di donna (1895 circa)
- Famiglia che pesca (1895 circa)
- Bambino sulle rocce (1895-1897)
- Donna con ombrello (1895-1897)
- Zingara addormentata (1897)
- Paesaggio con filatrice e bovini (1895-1900)
- Nave nella tempesta (1899)
- Passato e Presente (1899)
- Ritratto della seconda moglie (1900-1903)
- Autoritratto con lampada a petrolio (1900-1903)
- Cacciatore e leone (1900-1907)
- Mauvaise surprise (1901)
- Quartetto felice (1901-1902)
- Per festeggiare un bebè!, noto anche come Bambino con marionetta o Bambino con Pulcinella (1903)
- Giungla con leone (1904)
- Bambina con bambola (1904-1905)
- Eva riceve la mela (1904-1905)
- Nozze in campagna (1904-1905)
- Il leone affamato (1905)
- La Libertà invita gli artisti a partecipare al XXII Salon des Indépendants (1906)
- Allegri commedianti (1906)
- Scimmie (1906)
- I rappresentanti delle potenze straniere vengono a salutare la repubblica francese in segno di pace (1907)
- Giungla di fenicotteri (1907)
- L'incantatrice di serpenti (1907)
- Il pasto del leone (1907)
- Il calesse di papà Junier (1908)
- Natura morta con candela rosa (1908 circa)
- Veduta di Malakoff (1908)
- Paesaggio esotico (1908)
- Giocatori di palla ovale (1908)
- La musa ispira il poeta I (1908-1909)
- Lotta fra tigre e bufalo (1908-1909)
- Paesaggio con pescatori alla lenza (1908-1909)
- La musa ispira il poeta II (1909)
- Vaso di fiori (1909)
- Il pescatore (1909)
- Il sogno (1910)
- Negro assalito da un giaguaro (1910)
- Natura morta con caffettiera, frutta e lanterna (1910)
- Cavallo aggredito da un giaguaro (1910)

## Documentari
- documentario - Monitor: Always on Sunday di Ken Russell (1965)
- documentario - Post-Impressionists: Rousseau di Bob Carruthers, Ronald Davis e Dennis Hedlund (2000)

## Curiosità
Henri Rosseau viene citato dallo scrittore statunitense Irving Wallace nel suo noto bestseller "L'onnipotente", successo editoriale del 1982, come esempio di eclettismo professionale (Milano, Mondadori, 1984, pag.49)